# Murex glyptus
Murex glyptus är en snäckart som först beskrevs av M. Smith 1938.  Murex glyptus ingår i släktet Murex och familjen purpursnäckor. Inga underarter finns listade i Catalogue of Life.